# Boophis vittatus
A Boophis vittatus a kétéltűek (Amphibia) osztályába, a békák (Anura) rendjébe és az aranybékafélék (Mantellidae) családjába tartozó faj.

## Nevének eredete
Nevét a latin vittatus (csíkokkal díszített) szóból alkották, mellyel jellegzetes hosszanti csíkozására utaltak.

## Előfordulása
Madagaszkár endemikus faja. A sziget északnyugati részétől a Masoala-félszigetig honos.

## Megjelenése
Kis méretű békafaj. A hímek hossza 23–25 mm. Háti bőre sima, színe a bézstől a világos szürkésbarnáig terjed, orrnyílásától a szeme felett hátának közepéig két sötétbarna sáv húzódik. Ezek a sávok néha alig kivehetők, de mindegyik egyednél megfigyelhetők. A Boophis vittatus sötét színű háti csíkjai az egyébként egyenletes színű háton a fajra jellemzők, egyetlen más Boophis fajnál nem figyelhetők meg.

## Természetvédelmi helyzete
Megfelelő élőhely esetén helyileg nagy számban fordul elő. Számos védett területen megtalálható. Ugyanakkor ez a faj igényli az érintetlen esőerdőt, aminek területe a védett területeken kívül folyamatosan csökken a mezőgazdaság, a fakitermelés, a szénégetés, az invazív eukaliptuszfajok terjedése, a legeltetés és a lakott területek növekedése következtében. 
A vörös lista a sebezhető fajok között tartja nyilván.